# Estado de La Laguna
El Estado de La Laguna se refiere a un proyecto de una hipotética secesión subnacional de 20 municipios de la Comarca Lagunera (en los estados de Coahuila y Durango), para la conformación de una nueva entidad federativa.

## Antecedentes históricos

### Conquista y colonización

#### "País de las lagunas"
El 6 de abril de 1594, Felipe II de España encomienda mediante Cédula Real a la Compañía de Jesús la colonización y evangelización del «País de las lagunas». Es así como a partir de 1598 fueron creados algunos asentamientos humanos que darían origen en gran medida a lo que sería la región lagunera: la villa de Santa María de las Parras, San Juan de Casta y Santiago de Mapimí.

## Organización territorial
La propuesta del Estado de La Laguna estaría conformada por los siguientes municipios:
correspondientes al Estado de Coahuila: 
- Torreón
- Matamoros
- San Pedro
- Fco. I. Madero
- Parras
- Viesca

correspondientes al Estado de Durango: 
- Gómez Palacio
- Lerdo
- Cuencamé
- Mapimí
- Tlahualilo
- Rodeo
- Nazas
- S. Bolívar
- Santa Clara
- San J. de Gpe.
- Indé
- Hidalgo
- S. L. del Cordero
- S. P. del Gallo

| Municipio         | Población | % total | Acumulado |
| ----------------- | --------- | ------- | --------- |
| Coahuila          |           |         |           |
| Torreón           | 629,329   | 40%     | 40%       |
| Matamoros         | 107,160   | 7%      | 77%       |
| San Pedro         | 102,650   | 6%      | 83%       |
| Fco. I. Madero    | 55,676    | 4%      | 87%       |
| Parras            | 45,401    | 3%      | 90%       |
| Viesca            | 21,319    | 1%      | 96%       |
| Durango           |           |         |           |
| Gómez Palacio     | 327,985   | 21%     | 61%       |
| Lerdo             | 141,143   | 9%      | 70%       |
| Cuencamé          | 33,664    | 2%      | 92%       |
| Mapimí            | 25,137    | 2%      | 94%       |
| Tlahualilo        | 22,244    | 1%      | 95%       |
| Rodeo             | 12,788    | 1%      | 97%       |
| Nazas             | 12,411    | 1%      | 98%       |
| S. Bolívar        | 10,629    | 1%      | 99%       |
| Santa Clara       | 7,003     |         |           |
| San J. de Gpe.    | 5,947     |         |           |
| Indé              | 5,280     |         |           |
| Hidalgo           | 4,265     |         |           |
| S. L. del Cordero | 2,181     |         |           |
| S. P. del Gallo   | 1,709     |         |           |
| Total             | 1 ́584,121 |         |           |